# Maxwell Anderson
James Maxwell Anderson (* 15. Dezember 1888 in Atlantic, Pennsylvania; † 28. Februar 1959 in Stamford, Connecticut) war ein US-amerikanischer Dramatiker, Drehbuchautor und Librettist.

## Leben
Maxwell Anderson wurde als Sohn von William Lincoln Anderson, einem reisenden baptistischen Geistlichen, und Charlotte Perihelia (Stephenson) Anderson geboren. Der Beruf des Vaters führte zu häufigen Umzügen der Familie, und Anderson besuchte verschiedene Schulen in Ohio, Iowa, North Dakota und Pennsylvania. 1911 schloss er sein Studium an der University of North Dakota ab, 1914 erlangte er an der Stanford University den M.A.
Er arbeitete zunächst als Dozent an der Stanford-Universität, dann am Whittier College. Später gab er das für eine journalistische Karriere auf. Er arbeitete bei zahlreichen Zeitungen wie dem Grand Forks Herald, dem San Francisco Chronicle, dem San Francisco Bulletin, dann zog er nach New York City und schrieb dort für The New Republic, dem New York Globe und der New York World.
Andersons Leidenschaft waren Worte, Poesie und Musik. 1921 gründete er Measure, ein Magazin, das Verse veröffentlichte. Sein erstes Stück, White Desert, war wenig erfolgreich, weitere Misserfolge folgten. Erst 1924 gelang ihm mit Rivalen (What Price Glory?), das er in Zusammenarbeit mit Laurence Stallings schrieb, der erste große Erfolg. Nun konnte er seinen Beruf als Journalist aufgeben und sich voll und ganz dem Schreiben von Stücken widmen. Mit seinem politischen Drama Both Your Houses gewann er 1933 einen Pulitzer-Preis und 1935 bekam er den New York Drama Critics Award für Winterset. Im gleichen Jahr wurde er zum Mitglied der American Academy of Arts and Letters gewählt.
Anderson heiratete am 1. August 1911 in Bottineau (North Dakota) seine ehemalige Klassenkameradin Margaret Haskett. Sie bekamen drei Söhne, Quentin, Alan und Terence. Margaret starb am 22. Februar 1933 an Krebs. Im Oktober 1933 zog Anderson mit Gertrude „Mag“ Higger zusammen. Am 2. August 1934 wurde die gemeinsame Tochter Hesper geboren, die Drehbuchautorin wurde. Mag ging am 21. März 1953 in den Freitod. Anderson heiratete am 6. Juni 1954 noch einmal, Gilda Hazard.
Maxwell Anderson starb am 28. Februar 1959 in Stamford (Connecticut), zwei Tage nachdem er einen Schlaganfall erlitten hatte. Nach seiner Einäscherung wurde er auf dem Anderson Family Cemetery, Meadville Crawford County Pennsylvania beerdigt.

## Stücke und Musicals
- 1923 – White Desert
- 1924 – What Price Glory?, zusammen mit Laurence Stallings, deutsch: Rivalen. Ein Stück in 3 Akten, von Carl Zuckmayer, ca. 1929
- 1925 – First Flight
- 1925 – The Buccaneer
- 1925 – Outside Looking In, (deutsch Zaungäste. 3 Akte. Nach der Autobiographie des Jim Tully, ca. 1928)
- 1927 – Saturday's Children
- 1929 – Gods of the Lightning
- 1928 – Gypsy
- 1930 – Elizabeth the Queen
- 1932 – Night Over Taos
- 1933 – Both Your Houses, ausgezeichnet mit dem Pulitzer-Preis 1933
- 1933 – Mary of Scotland
- 1934 – Valley Forge
- 1935 – Winterset (deutsch Dezembertag. Schauspiel in drei Akten), ausgezeichnet mit dem New York Drama Critics’ Circle Award
- 1936 – The Masque of Kings
- 1936 – The Wingless Victory
- 1936 – High Tor
- 1937 – Star-Wagon
- 1937 – The Feast of Ortolans
- 1938 – Knickerbocker Holiday
- 1938 – Second Overture
- 1939 – Key Largo
- 1940 – Journey to Jerusalem
- 1941 – Candle in the Wind
- 1941 – The Miracle of the Danube
- 1942 – The Eve of St. Mark
- 1942 – Your Navy
- 1944 – Storm Operation
- 1944 – Letter to Jackie
- 1946 – Truckline Café
- 1946 – Joan of Lorraine
- 1947 – Anne of the Thousand Days
- 1949 – Lost in the Stars (deutsch Der weite Weg, ca. 1960)
- 1951 – Barefoot in Athens (deutsch Barfuß in Athen. Ein Spiel um Sokrates, 1955)
- 1954 – The Bad Seed (1955 verfilmt unter dem Titel Böse Saat)
- 1956 – High Tor
- 1958 – The Day the Money Stopped
- 1958 – The Golden Six

## Filmografie

### Literarische Vorlage
- 1926: What Price Glory
- 1929: Saturday’s Children
- 1929: The Cock-Eyed World
- 1931: The Guardsman
- 1932: Das Washingtoner Karussell (Washington Merry-Go-Round)
- 1934: Die schwarze Majestät (Death Takes a Holiday) – Regie: Mitchell Leisen
- 1934: We Live Again
- 1935: Bengali (The Lives of a Bengal Lancer)
- 1935: Maybe It’s Love
- 1935: So Red the Rose
- 1936: Maria von Schottland (Mary of Scotland) – Regie: John Ford
- 1936: Winterset
- 1939: Günstling einer Königin (The Private Lives of Elizabeth and Essex) – Regie: Michael Curtiz
- 1940: Der Traum vom schöneren Leben (Saturday’s Children) – Regie: Vincent Sherman
- 1944: Knickerbocker Holiday
- 1944: The Eve of St. Mark
- 1945: Winterset
- 1946: A la sombra del puente
- 1948: Gangster in Key Largo (Key Largo)
- 1948: Johanna von Orleans (Joan of Arc)
- 1950: Pulitzer Prize Playhouse
- 1951: Celanese Theatre
- 1952: What Price Glory
- 1955: The Alcoa Hour
- 1956: Böse Saat (The Bad Seed) – Regie: Mervyn LeRoy
- 1956: Der falsche Mann (The wrong Man)
- 1959: Never Steal Anything Small
- 1959: Johanna aus Lothringen
- 1959: Ben Hur
- 1966: Barefoot in Athens
- 1967: The Star Wagon
- 1968: Elizabeth the Queen
- 1969: Königin für tausend Tage (Anne of the Thousand Days)
- 1974: Valley Forge
- 1974: Lost in the Stars
- 1985: The Bad Seed

### Drehbuch
- 1930: Im Westen nichts Neues (All Quiet on the Western Front)
- 1932: Rain
- 1935: Die Farm am Mississippi (So Red the Rose)

## Bekannte Liedtexte
- „September Song“ (von Knickerbocker Holiday)
- „Lost in the Stars“ (von Lost in the Stars)
- „Cry, The Beloved Country“ (von Lost in the Stars)
- „When You're in Love“
- „There's Nowhere to Go but Up“
- „It Never Was You“
- „Stay Well“
- „Trouble Man“ (von Lost in the Stars)
- „Thousands of Miles“

## Bücher
- 1925 – You Who Have Dreams – Gedichte
- 1939 – The Essence of Tragedy and Other Footnotes and Papers – Essays
- 1947 – Off Broadway Essays About the Theatre – Essays
- 1972 – Notes on a Dream – Gedichte